# (415029) 2011 UL21
(415029) 2011 UL21 est un astéroïde Apollon, également aréocroiseur et cythérocroiseur, classé comme potentiellement dangereux. Il fut découvert par Catalina Sky Survey à la station Catalina le 17 octobre 2011.
Le 27 juin 2024 il s'est approché à 0,44 UA de la Terre et un petit satellite a été découvert. 